# Сучжоуський діалект
Сучжоуський діалект (спрощена китайська: 苏州话; традиційна китайська: 蘇州話; піньїнь: Sūzhōuhuà; сучжоуська мова: sou1 tseu1 ghe2 gho6 [səu˥.tsøʏ˥.ɦɛ˨˨˦. ɦo˨˧˩] 蘇州閒話) є різновидом китайської мови, якою традиційно розмовляють у місті Сучжоу в провінції Цзянсу, Китай. Сучжоуський діалект є різновидом уської мови і традиційно вважався престижним діалектом уської мови. Сучжоуський діалект має велику кількість голосних, і він відносно консервативний в ініціалах, зберігаючи дзвінкі приголосні з середньокитайської мови.

## Поширеність
Сучжоуським діалектом розмовляють у самому місті та його околицях, включаючи переселенців, які живуть близько до Шанхаю.
Сучжоуський діалект є взаємозрозумілим із діалектами його міст-супутників, таких як Куньшань, Чаншу та Чжанцзяган, а також із діалектами його колишніх міст-супутників — Усі та Шанхаю. Цей діалект також частково зрозумілий з діалектами, якими розмовляють в інших областях культурної області У, таких як Ханчжоу і Нінбо. Але діалект не є взаємозрозумілим з кантонською або стандартною китайською мовою; проте, оскільки всі державні школи та більшість засобів масової інформації в Сучжоу використовують виключно путунхуа, майже всі носії діалекту є принаймні двомовними. Через міграцію всередині Китаю багато мешканців міста не можуть розмовляти місцевим діалектом, але зазвичай починають розуміти його після кількох місяців чи років проживання у цьому регіоні.

## Займенники множини
Займенники другої та третьої особи утворюються за допомогою суфікса 笃 [toʔ] для множини. Перша особа множини утворюється окремим суфіксом 伲 [ni].

## Різновиди
Деякі не-носії сучжоуського діалекту розмовляють сучжоуським діалектом у «стилізованому варіанті», щоб розповідати казки.

## Тони
Вважається, що сучжоуському діалекті є сім тонів. Однак, оскільки поділ на тони, починаючи з середньокитайської мови, все ще залежить від дзвінкості початкового приголосного, вони становлять лише три фонематичні тони: ping, shang і qu (склади ru фонематично позбавлені тону).

### Таблиця тонів
| Номер тону | Назва тону       | Тон букви |
| 1          | yin ping (陰平)  | ˦ (44)    |
| 2          | yang ping (陽平) | ˨˨˦ (224) |
| 3          | shang (上)       | ˥˨ (52)   |
| 4          | yin qu (陰去)    | ˦˩˨ (412) |
| 5          | yang qu (陽去)   | ˨˧˩ (231) |
| 6          | yin ru (陰入)    | ˦ʔ (4)    |
| 7          | yang ru (陽入)   | ˨˧ʔ (23)  |

У сучжоуському діалекті середньокитайський тон shang частково злився з сучасним тоном yin qu.

## Сучжоуський діалект у літературі

### Балади-оповіді
Вважається, що «балада-оповідь» (說唱詞話), відома як «Історія про те, як Сюе Женьгуй перетнув море і приборкав Ляо» (薛仁貴跨海征遼故事), яка розповідає про героя династії Тан Сюе Женьгуя, була написана на сучжоуському діалекті.

### Романи
Хань Баньцін написав «Життєписи квітів на морі», один з найперших романів написаних уською мовою на сучжоуському діалекті. Саме сучжоуський діалект став важливим стимулом для написання роману. Сучжоуський діалект використовується в його творі в новаторських художніх прийомах для демонстрації міського простору і часу, а також в естетиці переривчастої оповіді, що робить сучжоуський діалект невід'ємною частиною твору, що подається як фундаментальне і самосвідоме нове явище.  Роман Хань Баньціна також надихнув інших авторів писати цим діалектом.